# Sequer

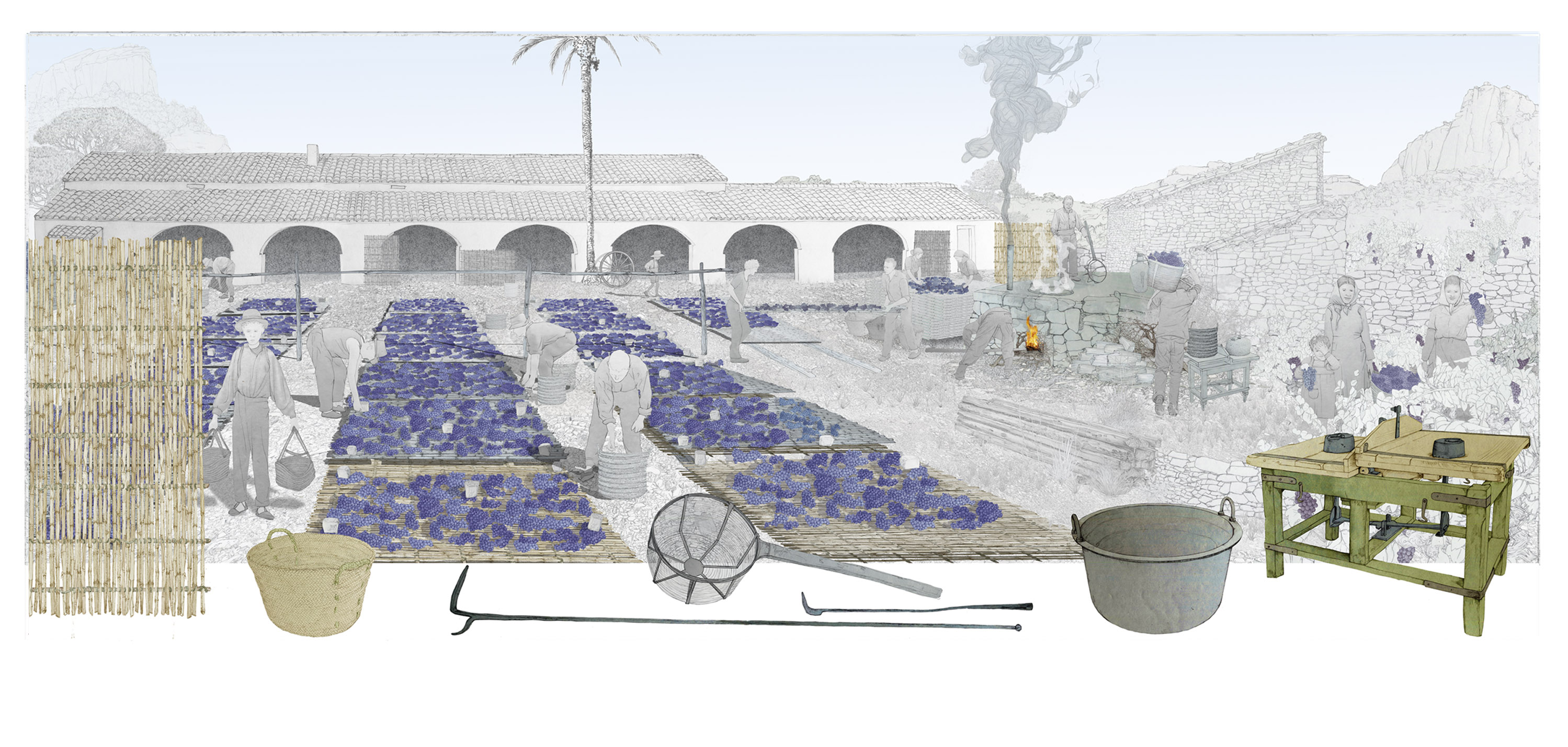
Procés de treball en l'elaboració de la pansa. Museu Valencià d'Etnologia.

A la comarca de la Marina Alta, al País Valencià, rep la denominació específica de sequer l'esplanada que hi ha davant de les cases de camp i és el lloc on el raïm es col·loca sobre canyissos i s'exposa a l'acció directa del sol a fi que l'asseque i el convertisca en pansa. Se situa davant del riurau i ben a prop del fornet d'escaldar.

## Estores i canyissos
Antigament, el raïm s'assecava posat damunt d'estores d'espart, que van ser substituïdes per canyissos al segle xix. Cada canyís està format per una successió de 75 canyes unides i reforçades perpendicularment per sis canyes travesseres, col·locades entre si a una distància d'uns 30 centímetres. Per regla general, un canyís té les dimensions de 2 x 1,25 metres. Les canyes van unides per cordell fet d'espart picat.

## La disposició dels canyissos al sequer

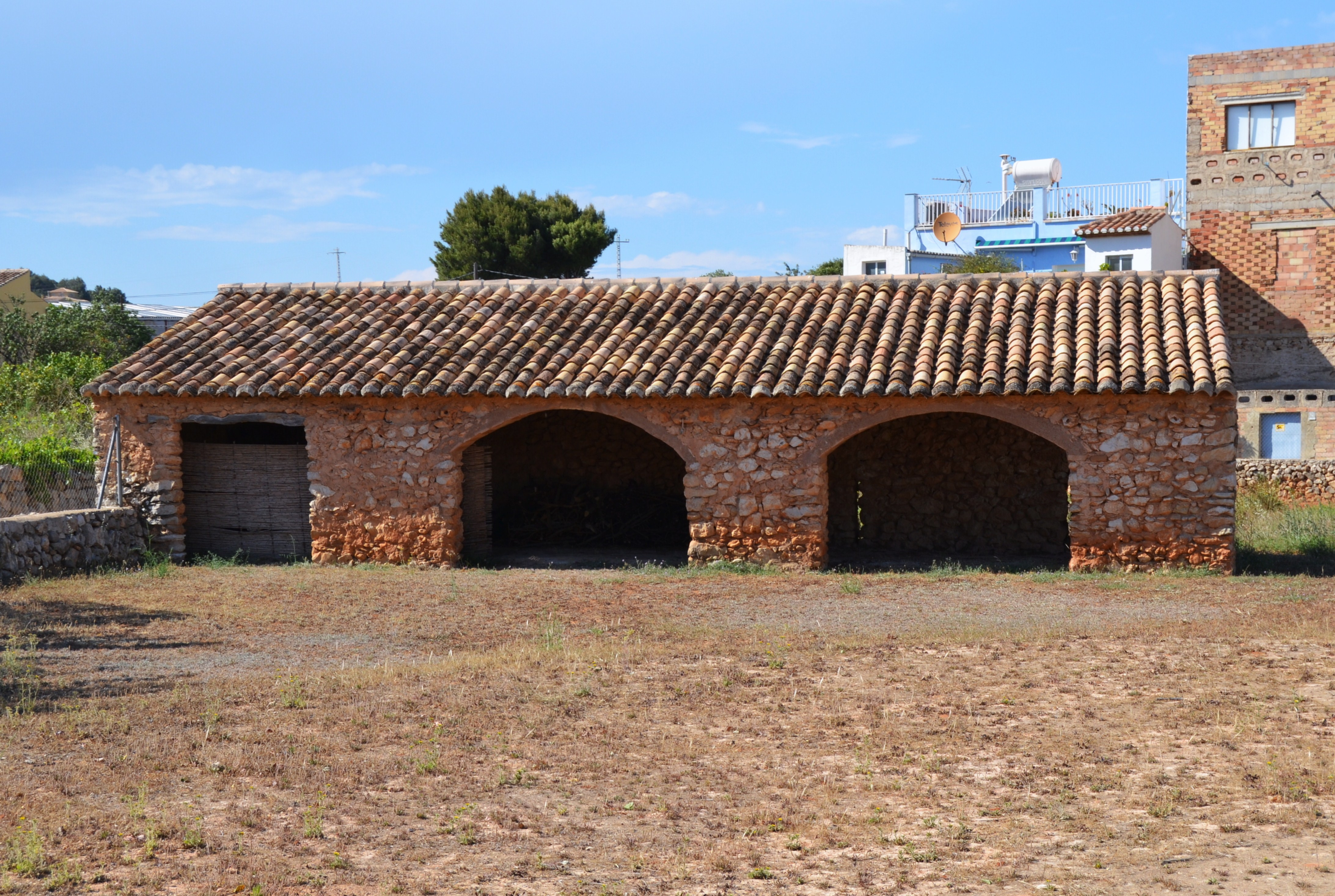
Riurau de Cirera, Gata de Gorgos. Es pot apreciar l'esplanada.

Acabat d'escaldar el raïm (ço és, posar la fruita dins aigua bullenta perquè no es corque o per a què prenga la consistència que pertoca per a la seua conservació) en l'aigua bullent de la caldera, s'aboca sobre el canyís i, després, se l'escampa de manera uniforme sobre aquesta superfície. Tot seguit, entre dos pansers el porten al sequer, i posen 5 pilonets de forma cúbica -un al mig i els altres quatre a cada cantó del canyís-, que evitaran que el raïm s'esclafe quan els canyissos en cas de pluja es disposen un sobre l'altre formant una pila.